# Gornji Milanovac
Gornji Milanovac (Servisch: Горњи Милановац) is een stad in het district Moravica in Centraal-Servië. In 2005 telde de stad 24.554 inwoners.

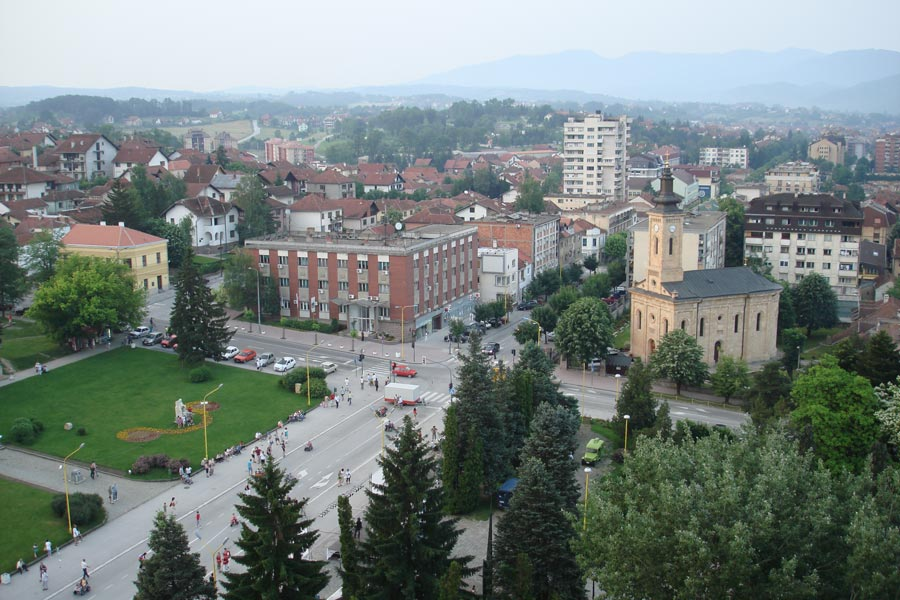
Gornji Milanovac
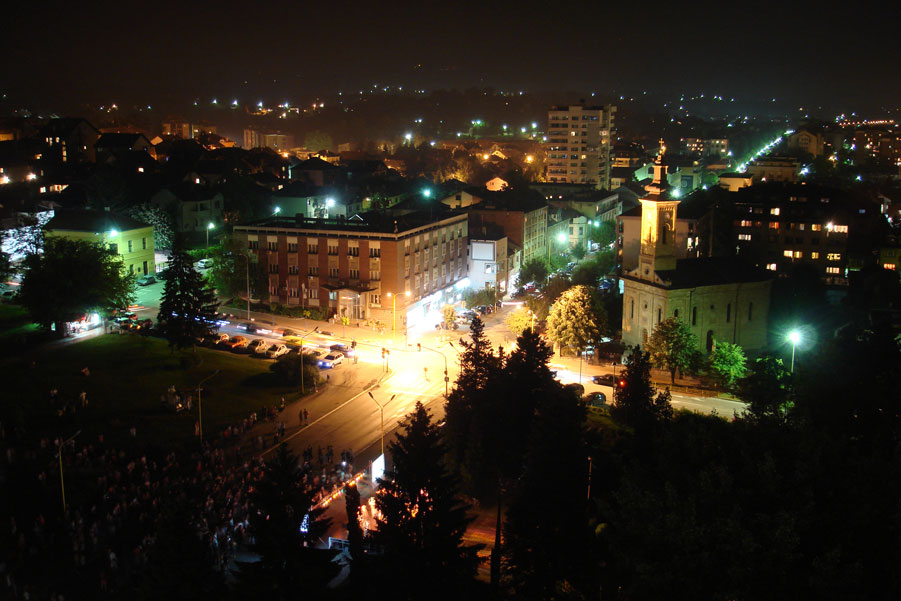
Gornji Milanovac bij avond
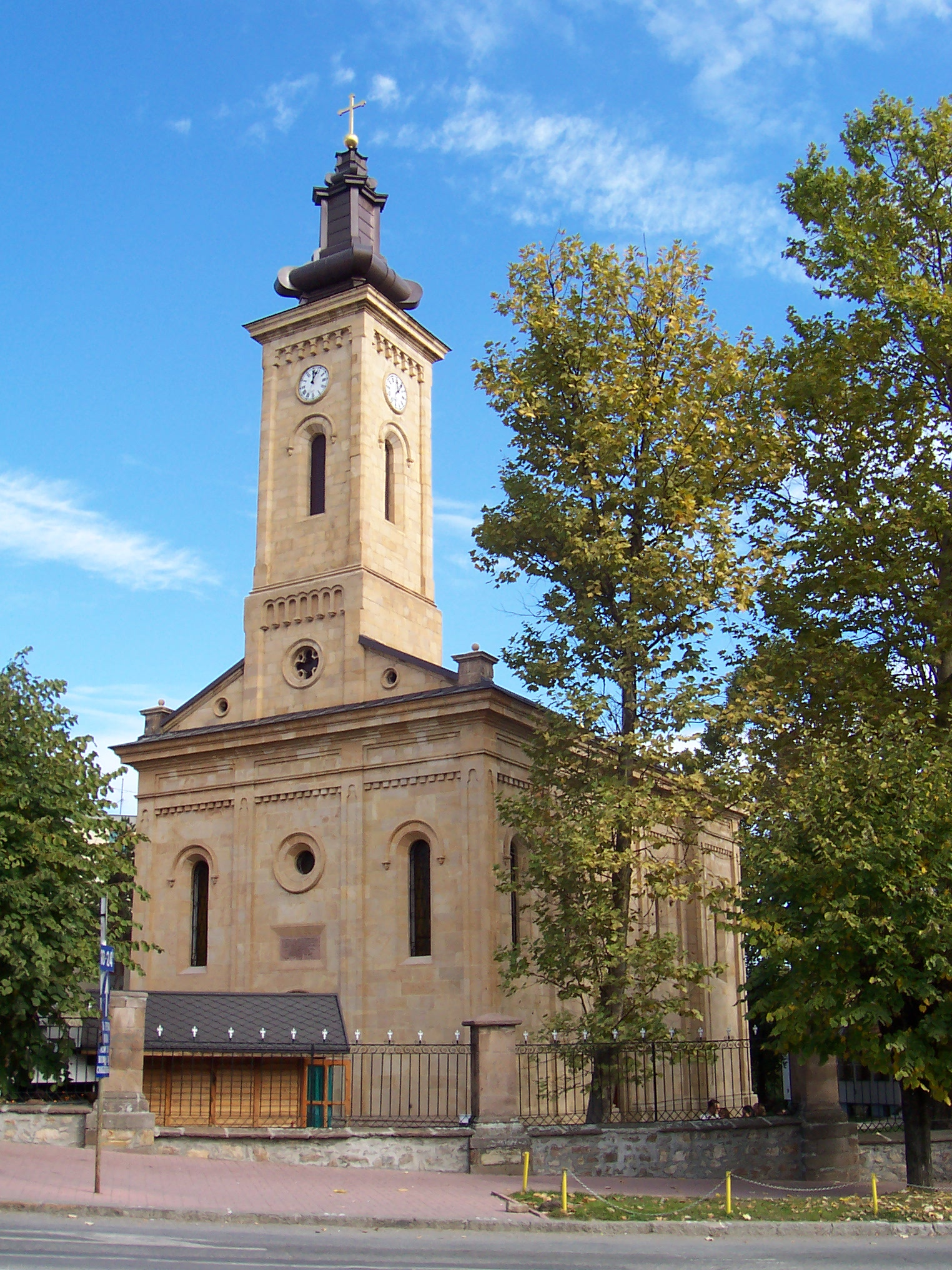
Kerk van de Heilige Drie-eenheid

## Geboren
- Nenad Sreckovic, voetballer

## Plaatsen in de gemeente
| - Belo Polje - Beršići - Bogdanica - Boljkovci - Brajići - Brđani - Brezna - Brezovica - Brusnica - Varnice - Velereč - Vraćevšnica - Vrnčani - Gojna Gora - Gornja Vrbava | - Gornja Crnuća - Gornji Banjani - Gornji Branetići - Gornji Milanovac - Grabovica - Davidovica - Donja Vrbava - Donja Crnuća - Donji Branetići - Dragolj - Drenova - Družetići - Zagrađe - Jablanica - Kalimanići | - Kamenica - Klatičevo - Koštunići - Kriva Reka - Leušići - Lipovac - Lozanj - Ločevci - Lunjevica - Ljevaja - Ljutovnica - Majdan - Mutanj - Nakučani - Nevade | - Ozrem - Polom - Pranjani - Prnjavor - Reljinci - Rudnik - Ručići - Svračkovci - Semedraž - Sinoševići - Srezojevci - Takovo - Teočin - Trudelj - Ugrinovci | - Cerova - Šarani - Šilopaj |